# Músculo extensor largo del pulgar

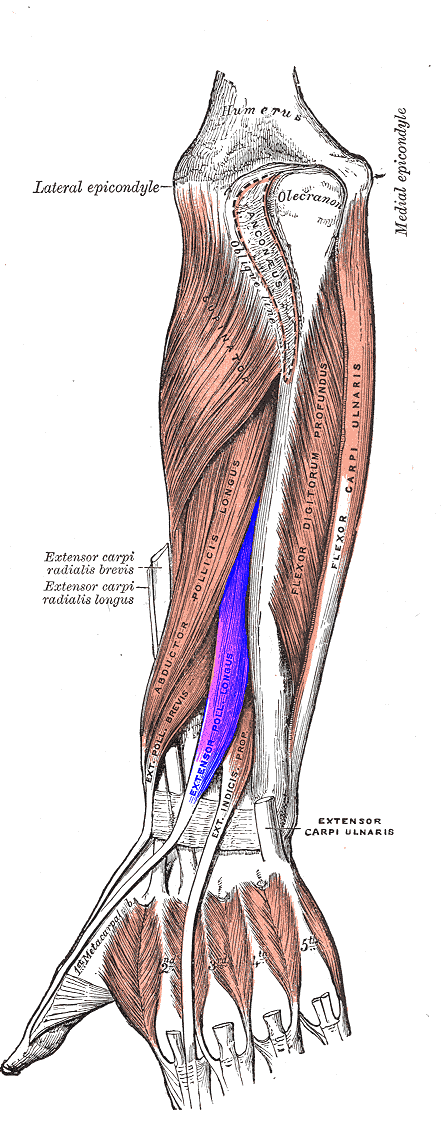
Superficie posterior del antebrazo. Músculos profundos. El músculo extensor largo del pulgar está etiquetado en violeta.

El músculo extensor largo del pulgar o extensor pollicis longus es un músculo fusiforme, situado en el plano profundo de la región posterior del antebrazo, inferior y medial al músculo extensor corto del pulgar. Se extiende desde la parte media de la ulna a la falange distal del dedo pulgar. Forma el límite medial de la tabaquera anatómica.

## Inserciones
Se inserta proximalmente en la cara posterior del cúbito, a lo largo del tercio medio del hueso; en la membrana interósea del antebrazo y en los tabiques fibrosos que lo separan de los músculos extensor ulnar del carpo y el músculo extensor del índice.
Distalmente se inserta en la cara dorsal de la falange distal del primer dedo.

## Inervación
Está inervado por ramas musculares del nervio radial.

## Irrigación
Su irrigación está dada por ramas de la arteria interósea posterior.

## Acción
Extiende la falange distal sobre la falange proximal, a esta sobre el primer metacarpiano y este sobre el carpo